# Eugenia reitziana
Eugenia reitziana là một loài thực vật có hoa trong Họ Đào kim nương. Loài này được D.Legrand mô tả khoa học đầu tiên năm 1961.